# Luis Sánchez Martín
Luis Antonio Sánchez Martín, conocido como Sánchez Martín (Toledo, España, 10 de marzo de 1951), es un exfutbolista español que se desempeñaba como defensa.

## Trayectoria
Formado en las categorías inferiores del Real Madrid C. F., Sánchez Martín llegó al Real Madrid Castilla C.F. (3ª División) en la temporada 1971-1972, siendo cedido en la temporada 73-74 al Rayo Vallecano de Madrid (2ª División).
Tras una temporada más en la filas del Real Madrid Castilla C.F. (3ª División) fichó por el Deportivo Alavés (2ª División), donde jugó las siguientes 7 temporadas siendo actualmente el 10º jugador con más minutos disputados con la camiseta albiazul.
Después de su retirada finalizada la temporada 81-82 ejerció como gerente del Deportivo Alavés varias temporadas, sustituyendo a José María Zárraga quien precisamente le fichó para el equipo babazorro.
Además llegó a ser concejal de Hacienda de la localidad de Aranjuez y entrenador del Real Aranjuez C.F. (2ªB) durante un partido de la temporada 92-93.

## Clubes
| Club                              | País   | Año       |
| --------------------------------- | ------ | --------- |
| Real Madrid Castilla C.F.         | España | 1971-1973 |
| Rayo Vallecano de Madrid (Cedido) | España | 1973-1974 |
| Real Madrid Castilla C.F.         | España | 1974-1975 |
| Deportivo Alavés                  | España | 1975-1982 |